# Guinea-Bissau
La Guinea-Bissau, ufficialmente Repubblica della Guinea-Bissau (República da Guiné-Bissau in portoghese), è uno Stato dell'Africa occidentale, uno dei più piccoli del continente. Confina con il Senegal a nord, con la Guinea a sud e a est e con l'Oceano Atlantico ad ovest. Al largo della capitale, Bissau, è situato l'arcipelago delle isole Bijagos, composto da centinaia di isole di varie dimensioni, molte delle quali disabitate.
Precedentemente colonia del Portogallo con il nome di Guinea portoghese, la Guinea-Bissau proclamò l'indipendenza il 24 settembre 1973 e venne poi riconosciuta a livello internazionale il 10 settembre 1974. Al nome originario fu aggiunto quello della capitale Bissau, per evitare la confusione con il vicino stato della Guinea, ex colonia francese.

## Storia
L'attuale territorio della Guinea-Bissau coincideva un tempo con il regno di Kaabu, a sua volta parte dell'Impero del Mali; gli ultimi resti di questo regno sopravvissero fino al XVIII secolo. Sebbene le coste e le rive dei fiumi siano state tra le prime terre ad essere colonizzate dal Portogallo, che le sfruttò per procurarsi schiavi tramite la tratta araba sin dal XVII secolo, le zone più interne rimasero inesplorate sino al XIX secolo.
La Guinea-Bissau cominciò la lotta per l'indipendenza nel 1956, anno in cui il PAIGC (Partido Africano da Independência da Guiné e Cabo Verde) riuscì, in seguito ad una ribellione armata, a consolidare le proprie posizioni nel paese. Diversamente dai movimenti anticoloniali avutisi nelle altre colonie portoghesi, il PAIGC riuscì ad estendere rapidamente il suo controllo militare su ampie zone del paese: ciò fu possibile grazie alle caratteristiche del territorio, coperto perlopiù dalla giungla, e ai grandi quantitativi di armi forniti dalla Cina, dall'Unione Sovietica e dagli altri paesi africani. Il PAIGC riuscì persino a dotarsi di una forza contraerea. Entro il 1973, pressoché tutta la Guinea-Bissau era nelle mani del PAIGC. L'indipendenza fu dichiarata unilateralmente il 24 settembre 1973 e riconosciuta nel novembre dello stesso anno dall'Assemblea generale delle Nazioni Unite. Il Portogallo riconobbe l'indipendenza dell'ormai ex colonia in seguito al colpo militare con cui culminò la Rivoluzione dei garofani portoghese.
La Guinea-Bissau fu poi governata da un consiglio rivoluzionario sino al 1984. Nel 1994 si tennero le prime elezioni multipartitiche. Nel 1998 una sollevazione dell'esercito portò alla caduta del presidente Vieira: la Guinea-Bissau precipitò così nella guerra civile. Nel 2000 Kumba Ialá fu eletto presidente. Nel settembre 2003, tuttavia, un nuovo colpo di Stato portò all'arresto, da parte dei militari, di Ialá, definito "incapace di risolvere i problemi del paese". Dopo numerosi rinvii, le elezioni legislative furono finalmente tenute nel marzo del 2004. Un ammutinamento dell'esercito nell'ottobre del 2004 portò alla morte del capo delle forze armate stesse, contribuendo così ad accrescere lo stato di agitazione nella nazione.
Nel giugno 2005 si tennero nuove elezioni presidenziali, le prime dopo la caduta di Ialá, il quale si ripresentò come candidato del PRS, sostenendo di essere il legittimo presidente del paese. A vincere fu invece il candidato del PAIGC João Bernardo Vieira, il presidente deposto nel 1998. Vieira superò Malam Bacai Sanhá a seguito di un ballottaggio: inizialmente Sanha rifiutò di riconoscere la sconfitta, accusando brogli elettorali in due circoscrizioni (tra cui la capitale Bissau). Tuttavia, malgrado una certa influenza delle forze armate durante le settimane precedenti il voto e alcuni "disordini" (fra cui l'attacco al palazzo presidenziale e a quello del Ministero dell'Interno ad opera di alcuni individui armati non identificati), alcuni osservatori europei definirono le elezioni del 2005 "calme e ben organizzate".
Il 2 marzo 2009 il presidente Vieira venne ucciso in un attentato da militari vicini al capo di stato maggiore dell'esercito Tagme Na Waie, precedentemente morto in un attentato dinamitardo. Il 1º aprile 2010 il premier Gomes Jr. venne arrestato dai militari. Il capo di Stato maggiore delle forze armate Indjai minacciò di ucciderlo se le proteste dei suoi sostenitori, scesi in piazza appena saputa la notizia, non fossero immediatamente cessate. Il nuovo presidente, Malam Bacai Sanhá, al potere dal luglio 2009, morì a Parigi il 9 gennaio 2012. Il 13 aprile 2012 avvenne un colpo di Stato da parte dei militari.
José Mário Vaz è stato presidente dal 2014 al 2020.

## Geografia

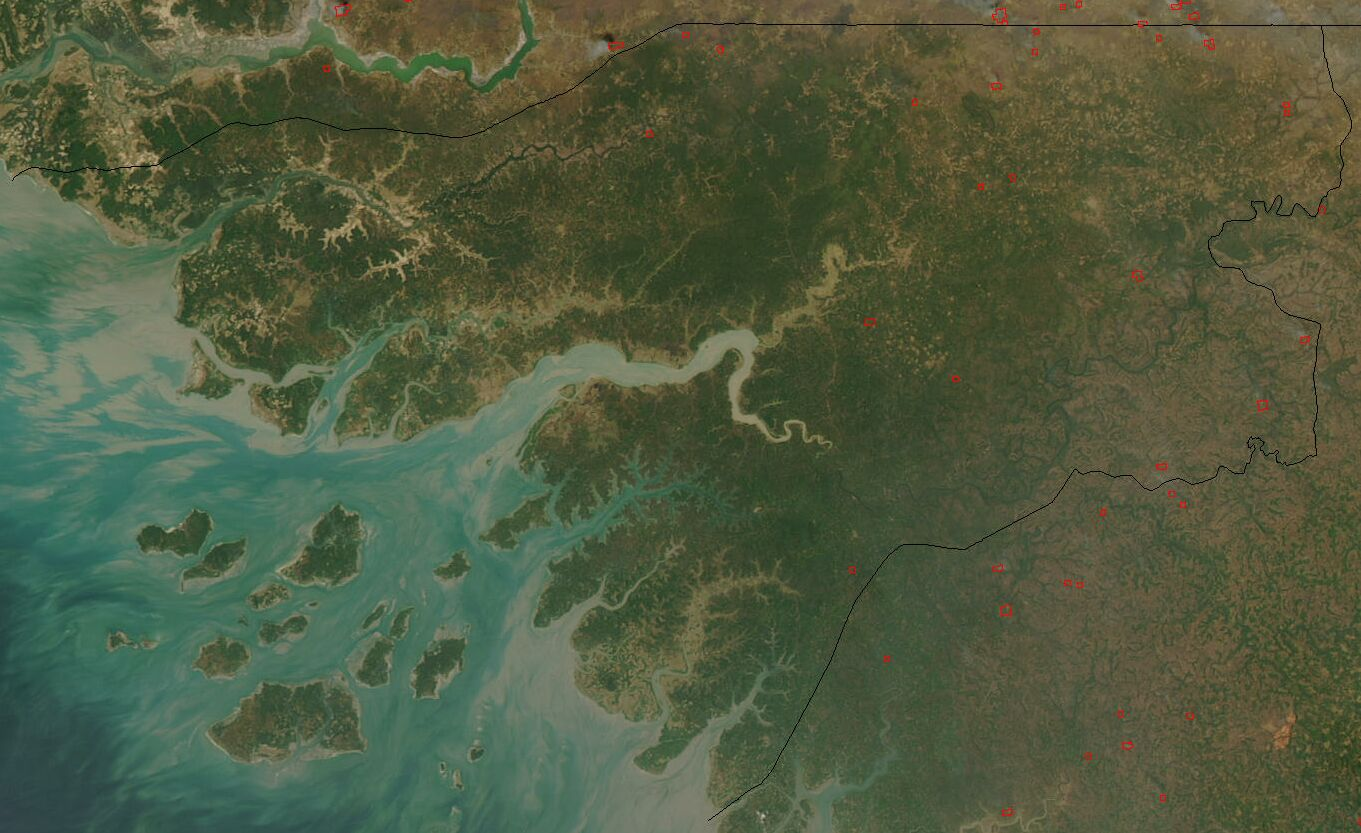
Vista satellitare

La Guinea Bissau confina a nord con il Senegal, a sud, ad est con la Guinea ed è bagnata a ovest dall'Oceano Atlantico. È un paese molto pianeggiante dal momento che nessun punto supera i 200 m s.l.m. di altitudine.

### Idrografia
Si trova fra molti fiumi, che con i loro delta formano molte isole che appartengono politicamente al paese.

### Clima
Il clima è tropicale, con una temperatura media annuale di 25 °C. La stagione delle piogge va da giugno a novembre; la media delle precipitazioni annue si attesta sui 1600 mm. La vegetazione è caratterizzata da mangrovie e foreste pluviali nella regione litoranea e da savana nell'altopiano interno.

## Popolazione

### Etnie
La popolazione della Guinea-Bissau è alquanto eterogenea per lingue, etnie e costumi. La distribuzione delle etnie è la seguente: a nord e a nord-est vi sono popoli parlanti fula (20%) e mandinka (13%); i balanta (30%) e i papel (7%) abitano invece le regioni costiere meridionali, mentre al centro e nelle zone costiere settentrionali vivono i manjaco (14%) e i mancanha. I mestiços, vale a dire i mulatti, sono circa l'1% (fra questi c'è anche una piccola minoranza di persone originarie di Capo Verde). Gli europei, soprattutto portoghesi, rappresentano invece solo lo 0,06% della popolazione: ciò è dovuto all'esodo dei coloni portoghesi in seguito all'indipendenza del paese.

### Lingue
Oltre il 90% degli abitanti parla lingue native africane. La lingua più diffusa (44%) è la lingua kriol, una lingua creola basata sul portoghese, mentre il portoghese, lingua ufficiale della nazione, è parlato dal 14% della popolazione. In occasione del censimento del 2009 il 27,1% della popolazione ha dichiarato di parlare il portoghese. Il francese è insegnato nelle scuole in quanto la Guinea-Bissau è membro dell'Organizzazione internazionale della francofonia.

### Religioni
Il 45% della popolazione è animista, mentre i musulmani ammontano al 40% degli abitanti (soprattutto fula e mandingo). Vi è poi una discreta minoranza cristiana (15%), formata perlopiù da cattolici. La religione cristiana risulta comunque fortemente influenzata dalle credenze tradizionali africane.
Nell'arcipelago delle Bijagos (regione di Bolama), ancora oggi sopravvive un sistema sociale di tipo matriarcale, o quantomeno con forme di supremazia femminile nei rapporti interfamiliari. I processi di globalizzazione e l'influenza delle missioni cristiane stanno però pian piano erodendo questo sistema sociale, nel quale, ad esempio, sono le donne a scegliere il proprio marito, che è poi obbligato a sposarle, e le funzioni religiose sono esercitate da sacerdotesse.

## Ordinamento dello Stato

### Suddivisioni amministrative

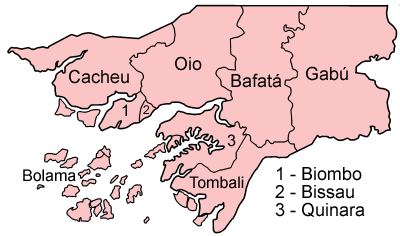
Le regioni della Guinea-Bissau

La Guinea Bissau è divisa in 8 regioni (regiões), cui si aggiunge la Regione di Bissau, ufficialmente designata come settore autonomo; ciascuna regione si articola a sua volta in settori.
- Bafatá;
- Biombo;
- Bissau (Settore Autonomo);
- Bolama, comprendente le isole Bijagos;
- Cacheu;
- Gabu;
- Oio;
- Quinara;
- Tombali.

### Città principali
Segue una lista delle città principali della Guinea-Bissau ordinata per numero di abitanti.
| Città in Guinea-Bissau | Città in Guinea-Bissau | Città in Guinea-Bissau | Città in Guinea-Bissau | Città in Guinea-Bissau | Città in Guinea-Bissau |
| Ordine                 | Città                  | Popolazione            | Popolazione            | Regione                |                        |
| Ordine                 | Città                  | Censimento: 1979       | Stima: 2005            | Regione                |                        |
| ---------------------- | ---------------------- | ---------------------- | ---------------------- | ---------------------- | ---------------------- |
| 1                      | Bissau                 | 109 214                | 388 028                | Bissau                 |                        |
| 2                      | Bafatá                 | 13 429                 | 22 521                 | Bafatá                 |                        |
| 3                      | Gabú                   | 7 803                  | 14 430                 | Gabú                   |                        |
| 4                      | Bissorã                |                        | 12 688                 | Oio                    |                        |
| 5                      | Bolama                 | 9 100                  | 10 769                 | Bolama                 |                        |
| 6                      | Cacheu                 | 7 600                  | 10 490                 | Cacheu                 |                        |
| 7                      | Bubaque                | 8 400                  | 9 941                  | Bolama                 |                        |
| 8                      | Catió                  | 5 170                  | 9 898                  | Tombali                |                        |
| 9                      | Mansôa                 | 5 390                  | 7 821                  | Oio                    |                        |
| 10                     | Buba                   |                        | 7 779                  | Quinara                |                        |
| 11                     | Quebo                  |                        | 7 072                  | Quinara                |                        |
| 12                     | Canchungo              | 4 965                  | 6 853                  | Cacheu                 |                        |
| 13                     | Farim                  | 4 468                  | 6 792                  | Oio                    |                        |
| 14                     | Quinhamel              |                        | 3 128                  | Biombo                 |                        |
| 15                     | Fulacunda              |                        | 1 327                  | Quinara                |                        |

## Politica

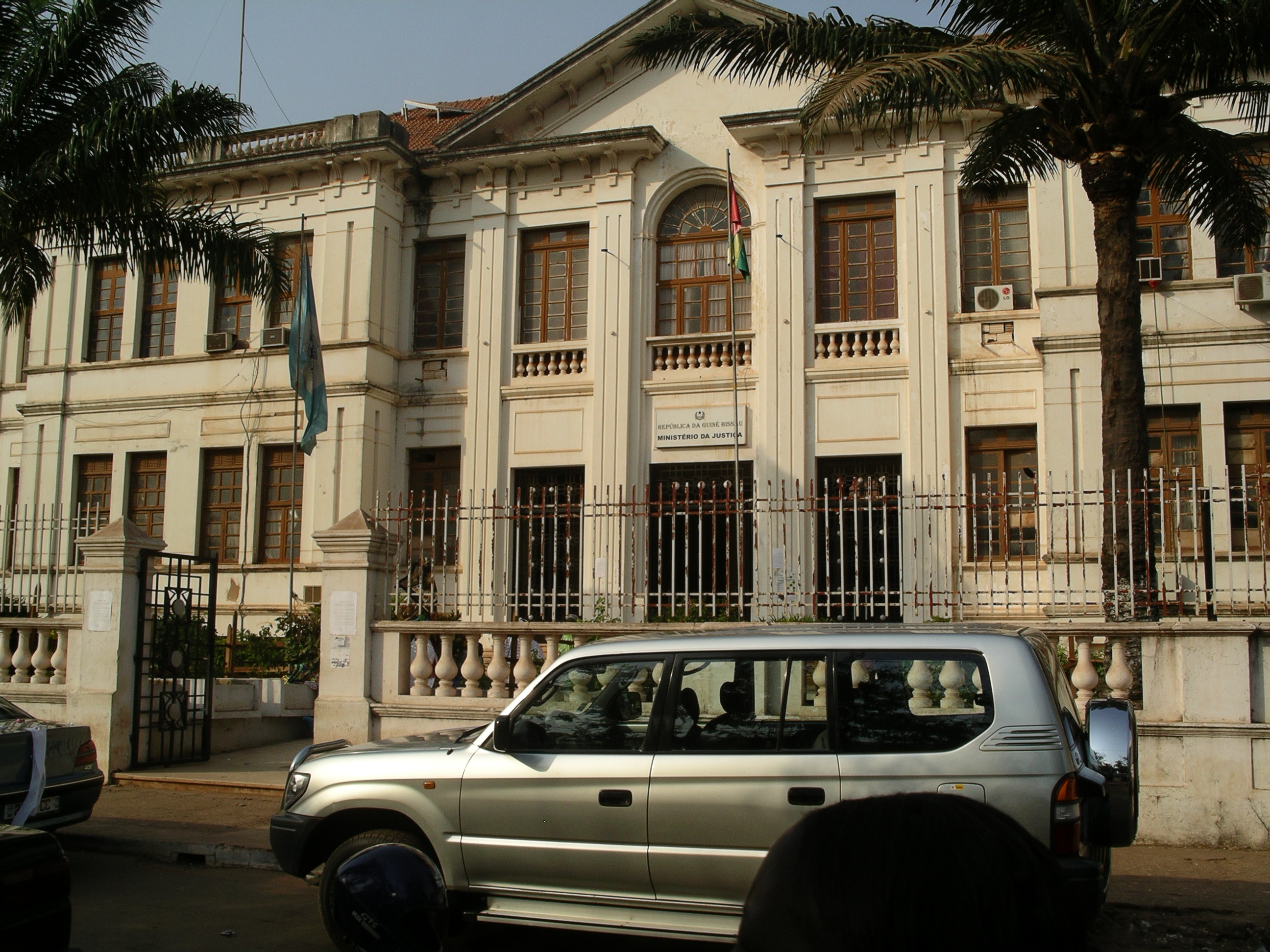
Palazzo del ministero della Giustizia di Bissau

La Guinea-Bissau ha un'Assemblea del popolo multipartitica e un presidente, entrambi eletti attraverso un voto democratico. Il presidente nomina il primo ministro dopo essersi consultato con i partiti dell'assemblea del popolo. I principali partiti politici sono il Partito Africano per l'Indipendenza della Guinea e di Capo Verde (PAIGC) e il Partito del Rinnovamento Sociale (PRS).

## Istruzione

### Università
Istituita nel 1999, l'Università Amílcar Cabral prende il nome dal padre dell'indipendenza del paese Amílcar Cabral.

## Economia

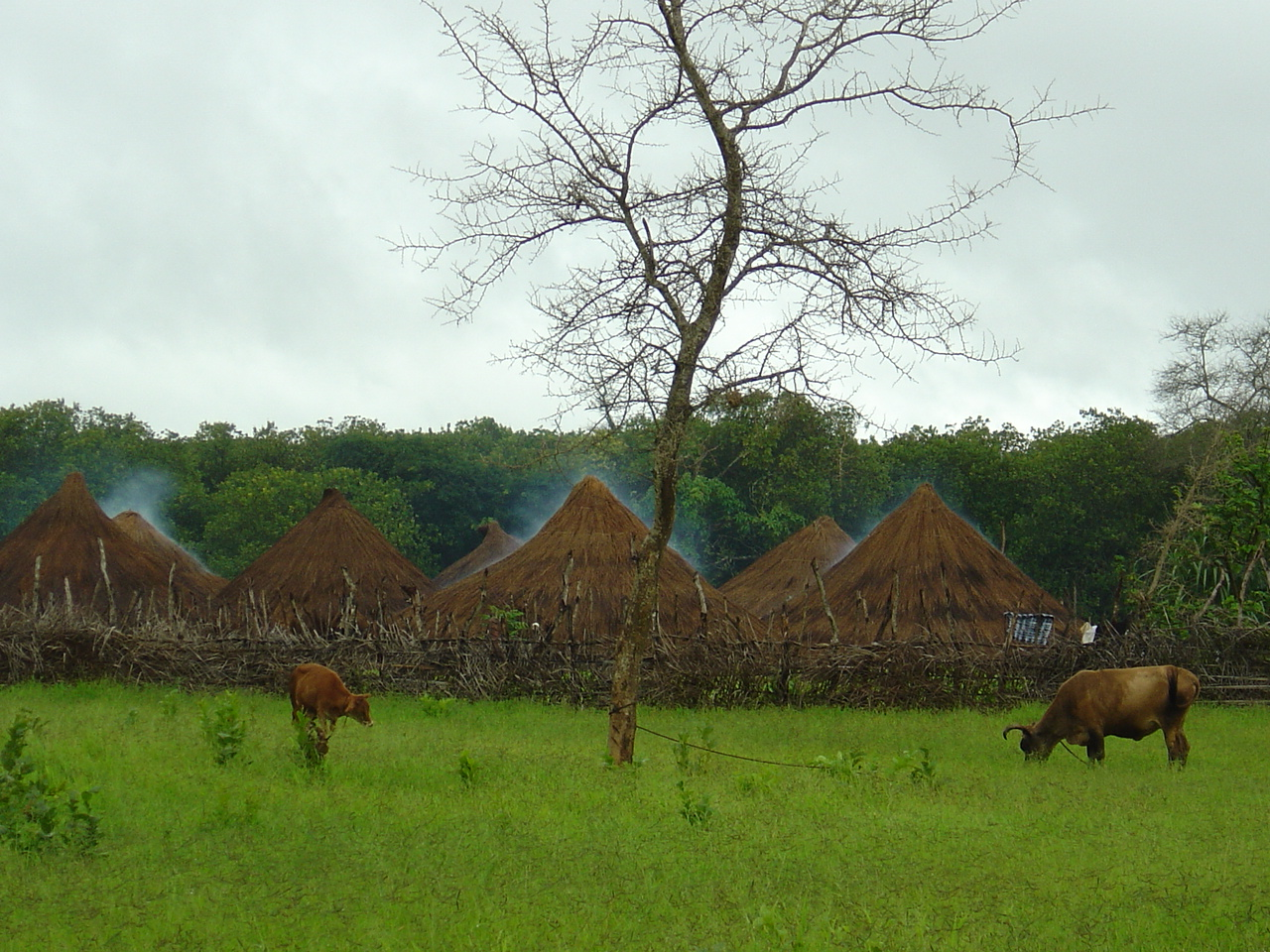
Villaggio rurale tipico.

La Guinea-Bissau risulta essere tra i 20 paesi più poveri del mondo. La fragile economia, basata perlopiù sull'agricoltura e sulla pesca, pur possedendo il paese buone risorse minerarie (petrolio, bauxite e fosfati) che non vengono sfruttate a causa della mancanza di infrastrutture e di mezzi finanziari, è stata duramente danneggiata dalla guerra civile del 1998-1999.
Il paese ha accumulato un debito estero pari a 921 milioni di dollari ed è attualmente interessato da un programma di interventi strutturali finanziati dal Fondo Monetario Internazionale.
Una delle principali voci dell'economia della Guinea-Bissau è rappresentato dall'esportazione (circa 90.000 tonnellate per anno) dell'anacardo. Nel gennaio del 2005, tuttavia, il governo annunciò che un'invasione di locuste stava per distruggere i raccolti, e che non vi erano le risorse necessarie per prevenire tale catastrofe.

### Trasporti
I trasporti nel paese sono scarsi e ad oggi particolarmente difficili. Non esiste rete ferroviaria e le strade sono sovente in condizioni disagevoli. Solamente in questi ultimi anni sono state eseguite varie opere per migliorare le comunicazioni nel paese.
La capitale Bissau è servita dall'aeroporto internazionale Osvaldo Vieira.

## Cultura

### Musica
La musica della Guinea-Bissau è solitamente associata al genere poliritmico gumbe, la principale esportazione musicale del paese. Tuttavia, i disordini civili e altri fattori si sono combinati nel corso degli anni per tenere il gumbe, e altri generi, fuori dal pubblico mainstream, anche nei paesi africani generalmente sincretisti.
Il cabasa è lo strumento musicale principale della Guinea-Bissau, e viene utilizzato nella musica da ballo estremamente rapida e ritmicamente complessa. I testi sono quasi sempre in creolo della Guinea-Bissau, una lingua creola di origine portoghese, e sono spesso umoristici e di attualità.
La parola gumbe è talvolta usata genericamente, per riferirsi a qualsiasi musica del paese, sebbene si riferisca più specificamente a uno stile unico che fonde circa dieci delle tradizioni di musica popolare del paese. Tina e tinga sono altri generi popolari, mentre le tradizioni popolari includono la musica cerimoniale usata nei funerali, iniziazioni e altri rituali, così come Balanta brosca e kussundé, djambadon e il suono kundere delle isole Bijagos. Importante musicista, ma anche poeta, della Guinea-Bissau fu José Carlos Schwarz.

### Cucina
Il riso è un alimento base nella dieta dei residenti vicino alla costa e il miglio un alimento base nell'entroterra. Frutta e verdura vengono comunemente consumate insieme ai cereali. I portoghesi incoraggiarono la produzione di arachidi. Vengono coltivate anche la Vigna subterranea (arachide Bambara) e il Macrotyloma geocarpum (arachide Hausa). Anche i fagioli dall'occhio fanno parte della dieta. L'olio di palma viene raccolto.
I piatti comuni includono zuppe e stufati. Gli ingredienti comuni includono igname, patata dolce, manioca, cipolla, pomodoro e piantaggine. Spezie, peperoni e peperoncini sono usati in cucina, compresi i semi di Aframomum melegueta (pepe di Guinea).

### Cinema
Flora Gomes è un regista di fama internazionale; il suo film più famoso è Nha Fala. Invece il film Mortu Nega (1988), sempre dello stesso regista, è stato il primo film di finzione e il secondo lungometraggio mai realizzato in Guinea-Bissau. Nel 1992, Gomes ha diretto Udju Azul di Yonta, che è stato proiettato nella sezione Un Certain Regard al Festival di Cannes del 1992. Gomes ha anche fatto parte dei consigli di amministrazione di molti festival cinematografici incentrati sull'Africa.

## Festa nazionale
- 24 settembre: Dia da independência: celebra l'indipendenza dal Portogallo, nel 1973.

### Altre ricorrenze
- 3 agosto: giorno dei martiri: Commemorazione del massacro di Pidjiguiti, 1959.